# 옌핑구

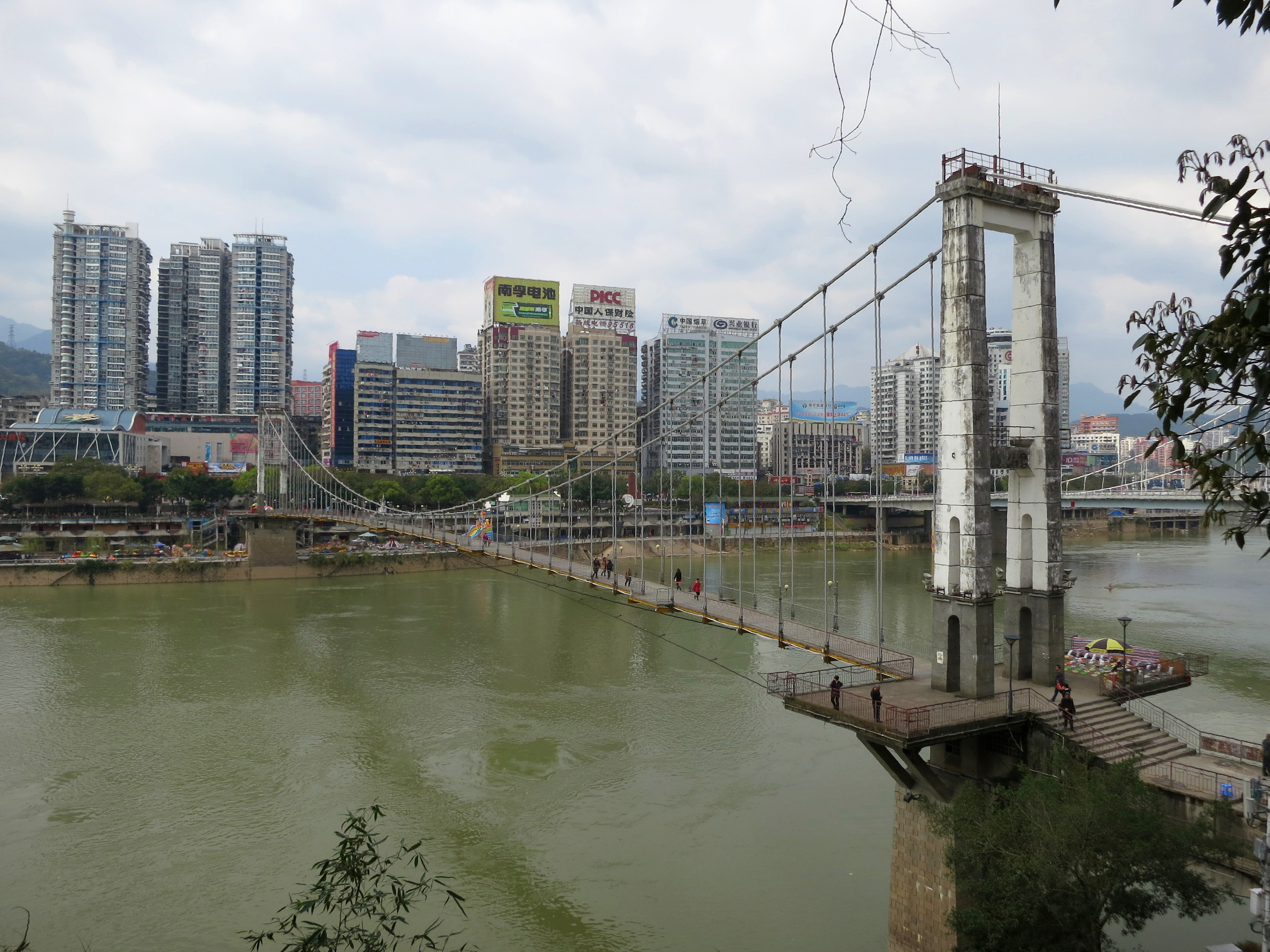

옌핑구(한국어: 연평구, 중국어: 延平区, 병음: Yánpíng Qū)는 중화인민공화국 푸젠성 난핑시의 현급 행정구역이다. 넓이는 2660km2이고, 인구는 2007년 기준으로 490,000명이다. 난핑 시청이 소재해있다.

## 어원
옌핑은 "연장된 평화"를 의미하고 1995년 전까지는 난핑을 일반적으로 일컫던 말이었다. 오늘날 사람들은 우편 주소에 여전히 "옌핑"과 "난핑"을 둘 다 사용하고 있으나 난핑이 좀 더 일반적으로 사용된다.

## 기후
연평균 기온은 19.3°C이고 연평균 강수량은 1669mm이다.

## 역사
도시는 196년에 하항으로써 세워졌다. 예전에는 허우관현(侯官縣)의 관할이었다. 민강이 시작하는 곳에 위치해있어서 푸젠성 북부와 푸저우, 장시성의 교역 중심의 역할을 하였다.
또한 푸저우의 최종 요새가 위치해있는 곳으로 푸저우를 지키는 역할을 했다. 중원에서 많은 군인들이 왔기 때문에 도시의 방언은 허난성과 유사하다.
도시는 1956년에 난핑이라고 이름지어졌고 1995년에 난핑시가 설치되면서 현재의 이름으로 바뀌었다.

## 행정 구역
6개 가도, 13개 진, 2개 향을 관할한다.
- 가도:梅山街道, 黄墩街道, 紫云街道, 四鶴街道, 水南街道, 水東街道.
- 진: 来舟镇, 樟湖镇, 夏道镇, 西芹镇, 峡陽镇, 大横镇, 南山镇, 洋后镇, 塔前镇, 王台镇, 茫荡镇, 太平镇, 炉下镇.
- 향: 巨口乡, 赤门乡.